# Heiås
Heiås är en tätort i Indre Østfolds kommun i Østfold fylke i sydöstra Norge. Tätorten hade 778 invånare den 1 januari 2022.
Tidigare har orten tillhört dåvarande Trøgstads kommun.